# سورافيل داجناشيو
Surafel Dagnachew Mengistu ( الأمهرية : ሱራፌል ዳኛቸው؛ من مواليد 11 سبتمبر 1997) هو لاعب كرة قدم إثيوبي محترف يلعب كلاعب خط وسط لنادي بطولة USL Loudoun United ومنتخب إثيوبيا الوطني .  

## مهنة النادي

### مدينة أداما
بدأ Surafel مسيرته الاحترافية مع نادي أداما سيتي وظهر لأول مرة في موسم الدوري الإثيوبي الممتاز 2016–17 .

### فاسيل كينيما
في 5 أغسطس 2018، انضم سورافيل إلى فاسيل كينيما قادمًا من مدينة أداما .  حصل سورافيل على جائزة أفضل لاعب في الاتحاد الإثيوبي لكرة القدم لموسم – .  ثم فاز سورافيل بالدوري الإثيوبي الممتاز 2020–21 مع النادي.

### لودون يونايتد
في 1 مارس 2024، انضم سورافيل إلى لودون يونايتد قادمًا من فاسيل كينيما بعقد مدته ثلاث سنوات.